# Madame Butterfly
Madame Butterfly (títol original: M. Butterfly) és una pel·lícula estatunidenca del director canadenc David Cronenberg, estrenada el 1993. Ha eatat doblada al català

## Argument
Segons l'obra de David Henry Hwang.
El 1964, un comptable a l'ambaixada de França a la Xina (Rene Gallimard) s'enamora d'una diva (Song Liling) que, molts anys més tard, es revelarà ser un home. La història, treta d'un autèntic fet, és completament fundada en l'ambigüitat i l'ambivalència, tant psicològica com anatòmica.

## Repartiment
- Jeremy Irons: René Gallimard
- John Lone: Song Liling
- Barbara Sukowa: Jeanne Gallimard
- Ian Richardson: l'ambaixador Toulon
- Annabel Leventon: Sra. Baden
- Shizuko Hoshi: Comrade Chin
- Richard Mcmillan: un col·lega de l'ambaixada
- Vernon Dobtcheff: l'agent Etancelin
- David Hemblen: un agent d'informació
- Damir Andrei: un agent d'informació
- Antony Parr: un agent d'informació
- Margaret Ma: la cantant
- Tristram Jellinek: l'advocat de la defensa
- Philip Mcgough: el procurador
- David Neal: el jutge